# Berliner Lokalnachrichten
Die Berliner Lokalnachrichten sind ein Anzeigenblatt, das seit 1990 in Berlin erscheint und kostenlos in Supermärkten, Hotels, Ärzte- und Krankenhäusern ausgelegt und via Wurfsendung verteilt wird. Zu der Printausgabe gibt es auch eine Onlineausgabe, in der täglich Beiträge veröffentlicht werden.
Zunächst erschienen die Köpenicker Lokalnachrichten, die die erste Anzeigenzeitung im Ostteil Berlins nach dem Fall der Berliner Mauer waren. Später kamen Ausgaben für andere Bezirke Berlins hinzu. 1995 wurden die Bezirksausgaben unter dem Namen Lokalnachrichten zusammengelegt. Seit dem Jahr 1997 heißt das Blatt Berliner Lokalnachrichten.
Schwerpunkt der Berichterstattung sind lokale Themen sowie Gewinnspiele. Die Redaktion besteht aus einem Team von fünf angestellten und freien Mitarbeitern.
Die Printausgabe erscheint monatlich. Die Auflage beträgt 2018 nach Verlagsangaben 50.000 Exemplare.

## Verlag
Die Berliner Lokalnachrichten erscheinen in der Lokalnachrichten Verlagsgesellschaft, die 1990 in Berlin-Friedrichshain gegründet wurde.